# Paul Reiber
Paul Reiber (* 15. November 1904; † 1992) war ein deutscher Ringer.

## Leben
Beim TSV Musberg, in der Nähe von Stuttgart, erlernte er das Ringen und machte schnelle Fortschritte. 1922 wurde er erstmals württembergischer Meister im Bantamgewicht. Sieben weitere württembergische Meistertitel folgten. Ab 1925 war er in der deutschen und europäischen Spitzenklasse, in diesem Jahr war er auch deutscher Meister im griechisch-römischen Stil im Bantamgewicht. Er vertrat Deutschland bei insgesamt drei Europameisterschaften. Ende der 1920er Jahre bekam er in Deutschland allerdings in Kurt Leucht und Jakob Brendel, beide Nürnberg und beide Olympiasieger, eine so starke nationale Konkurrenz, dass er zu keinen weiteren internationalen Einsätzen mehr kam. Nach seiner aktiven Zeit engagierte er sich in seinem Verein als Trainer und Funktionär.

## Internationale Erfolge
(EM = Europameisterschaft, alle Wettbewerbe im griechisch-römischen Stil)
| Jahr | Platz | Wettbewerb     | Gewichtsklasse | |
| 1925 | 4.    | EM in Mailand  | Bantam         | mit Sieg über Grin, Österreich und Niederlagen gegen Armand Magyar, Ungarn und Giovanni Gozzi, Italien |
| 1926 | 2.    | EM in Riga     | Bantam         | mit Siegen gegen Magyar, Volt, Estland und Niederlage gegen Sigfrid Hansson, Schweden                  |
| 1929 | 6.    | EM in Dortmund | Bantam         | mit Sieg über Nic, Tschechoslowakei und Niederlagen gegen Lindeloef, Schweden und Ödön Zombori, Ungarn |

## Erfolge bei deutschen Meisterschaften
| Jahr | Platz | Ort       | Stil | Gewichtsklasse |                                                                |
| 1925 | 1.    | Stuttgart | GR   | Bantam         | vor Johannes Ohl, Groß-Zimmern und Georg Zehmer, Bad Kreuznach |
| 1926 | 2.    | Köln      | GR   | Bantam         | hinter Kurt Leucht und vor Dorer, Gutach                       |
| 1927 | 3.    | Nürnberg  | GR   | Bantam         | hinter Ohl und Kurt Füglein, Nürnberg                          |

Anm.: GR = griechisch-römischer Stil